# Andrychów
Andrychów é um município da Polônia, na voivodia da Pequena Polônia e no condado de Wadowice. Estende-se por uma área de 10,33 km², com 20 567 habitantes, segundo os censos de 2018, com uma densidade de 1990 hab/km².